# Rubus hirtus
Rubus hirtus là loài thực vật có hoa trong họ Hoa hồng. Loài này được Waldst. & Kit. miêu tả khoa học đầu tiên năm 1805.